# ヨブクル
ヨブクル（モンゴル語: Юбугур Yobuqur、中国語: 薬木忽児、? - 1324年）は、チンギス・カンの孫アリクブケの息子で、モンゴル帝国の皇族。『元史』などの漢文史料では薬木忽児/薬木忽而/岳木忽而、『集史』などのペルシア語史料ではیوبوقور（Yūbūqūr）と記され、ユブクル（Yubuqur）とも表記される。

## 概要
ヨブクルの父のアリクブケは兄のクビライとカアン位を巡って帝位継承戦争を起こしたが敗れ、アリクブケ及びその息子達（ヨブクル、メリク・テムル）はクビライに従属せざるを得なくなった。アリクブケがクビライの下に出頭した後にもアリクブケの子供達はモンゴル高原の所領（アリクブケ・ウルス）に留まっていたが、アリクブケが死ぬと彼等もクビライの下に出頭し、父の遺産の分配について指示を受けた。アリクブケの4人の息子はそれぞれ父の妻とその管理するオルド・遺産を継承するようクビライに命じられ、ヨブクルはイェスデル・カトゥンとその所領を継承することとなった。また、この時期にクビライがヨブクルらと面会したのは当時クビライと敵対するカイドゥの勢力が急成長し、これに対抗するために諸王の忠誠を再確認するためであったと推測されている。

### シリギの乱
しかし帝位継承戦争でアリクブケ側についたモンケ王家・アリクブケ王家の諸王はクビライに対する反感を抱き続けており、至元13年（1276年）に彼等は北平王ノムガンを主将とする中央アジア遠征軍に従軍する中でモンケの子のシリギを首班として叛乱を起こし、ノムガン及びアントンを捕縛した（シリギの乱）。叛乱の首謀者はソゲドゥ王家のトク・テムルであり、首班はシリギであったが、アリクブケの息子であるヨブクルとメリク・テムルもまた叛乱軍の主要人物の一人としてクビライの統治する大元ウルスと敵対した。
シリギを中心とする叛乱軍と元軍は主にモンゴル高原で争い、ヨブクルもまた1軍を率いてアスト軍を率いるベクタル（アダチの子）とトーラ川・オルホン川流域にて戦った。しかし叛乱軍は頼りにしていたカイドゥ・ウルスの助力を得ることが出来ず、またクビライが南宋遠征に従軍していたバヤンなどの有力な将軍を投入したこともあって「シリギの乱」は比較的早期に鎮圧された。
しかし元軍の追撃を逃れたモンケ家のウルス・ブカ、アリクブケ家のメリク・テムルらはカイドゥ・ウルスへと亡命し、ヨブクルは「シリギとサルバンの諸オルド」を掠奪した上でカイドゥと協力関係にあるオルダ・ウルス（ジョチ・ウルスの左翼部）当主のコニチの下に逃れた。後にオルダ・ウルスは方針を変更してカイドゥとの協力関係を断ったため、至元21年〜24年（1284年〜1287年）ごろにはヨブクルが元軍と協力して窮地に陥った北安王ノムガンを助けるという事件が起こったこともあるが、結局ヨブクルはオルダ・ウルスの下を離れ改めてカイドゥ・ウルスに所属した。至元27年（1290年）にカイドゥが大元ウルスに侵攻した際にはヨブクル、メリク・テムルも従軍し、ヤクドゥの輜重を掠奪している。

### 大元ウルスへの投降
クビライの後を継いでオルジェイトゥ・カアン（成宗テムル）が即位してから2年、元貞2年（1296年）秋にアリクブケ家のヨブクル、モンケ家のウルス・ブカ、もと大元ウルスの軍人であったドゥルダカらは領民を率いてアルタイ山脈方面の「玉龍罕」にて大元ウルスに投降し、これをキプチャク人将軍トトガクが受け容れた。この時期にヨブクルらが大元ウルスに投降しようとした理由として、カイドゥに仕えることに限界を感じていたこと、「クビライを」恐れていた3者にとってカアンの代替わりは大元ウルスに投降する絶好の機会であったこと、当時元軍がカイドゥとの戦いで優勢にあったことなどが挙げられる。
ヨブクルらの投降を聞いて、オルジェイトゥ・カアンはシバウチ（鷹師）のチルタク、行上都留守のムバーラクシャー・ダームガーニー、サトク、チャガタイ家のアジキの4人を使者として派遣しヨブクルらの投降を迎え入れた。この4名の人選について、チルタクとムバーラクシャー・ダームガーニーは降伏に先立つ駅伝の整備・投降部隊への食糧供給などの事前実務を担当し、アジキが実際に軍を率いてヨブクルらを迎えるという役割分担になっていたと推測されている。
ヨブクルらの投降を受け容れたオルジェイトゥ・カアンはまずヨブクルとドゥルダカの2名に大都に参上するよう命じ、ウルス・ブカはカラコルムに留められた。オルジェイトゥ・カアンは元貞2年末から翌年にかけて投降したウルス・ブカらの処遇を決定するため、宗室諸王を招集して会議を開いた。その間、マングト部のボロカンは「ヨブクルら諸王が叛乱に加わったのはその父親に従っただけであり、当時幼かった彼等のあずかり知らぬことでした。今ヨブクルらの投降を受け容れて罪を許し、未だカイドゥ側につく有力者の投降を促すのが良いでしょう」と上奏し、オルジェイトゥ・カアンはボロカンの意見を採用した。
投降してきたヨブクルらの罪を問わず、厚遇することでカイドゥ傘下の内部分裂を誘うという方針は翌元貞3年（1297年）正月には既に定まったようで、この頃ヨブクルとウルス・ブカの歳賜の増額が決定された。大元ウルスはウルス・ブカらの投降を大々的に内外に布告し、「大徳改元詔書」を発布して元号を「元貞三年」から「大徳元年」に改めた。その年の内の改元は非常に稀なことであり、大元ウルスがウルス・ブカらの投降を重要視していたことが窺える。同年（大徳元年）からは早速ドゥルダカとともにイビル・シビル地方（オビ川流域一帯、現在の西シベリア平原）に派遣され、アスト軍団長のユワスと協力してカイドゥ配下のバアリン部と交戦している（イビル・シビルの戦い）。
一方、ヨブクルらは大量の属民を伴って投降したためモンゴル高原だけでは彼等を養うことができなくなった。そこで大元ウルスはまずカラコルムの漢軍に五条河で屯田させてその歳入を供給することを決定し、また当座の対策として乳牛牡馬や米2千石などをヨブクルらに輸送した。同時に、厚遇政策の一環としてヨブクルは朝廷より大量の金銀貨幣が与えられた。また、大徳3年（1299年）には定遠王に封ぜられ、下賜品を受けている。

### 晩年
オルジェイトゥ・カアンの治世末期に至ってもヨブクルに対する厚遇は変わらず、大徳9年（1305年）にはヨブクルは定遠王より昇格して威定王に封ぜられ、また鈔万錠を賜った。
オルジェイトゥ・カアン死後の政変を経てクルク・カアン（武宗カイシャン）が即位すると下賜品を受け、その後王位を昇格して最高ランクの「定王」に封ぜられた。しかし至大元年（1308年）に王府官六員を設置して以降の記録はなく、この頃に亡くなったものと見られる。

## 子孫
『集史』にはフラチュ(هولاجو)、アリー・ブカ(الی بوقا)、オルジェイ・テムル(اولجاتیمور)、ウルラ(اورلا)という4人の息子がいたと記されている。
また、『元史』宗室世系表にベルグタイの曾孫として記される定王セチェゲン（薛徹干/Sečegen）とその息子の定王チャルタイ（察児台/Čartai）はヨブクルと同じ王号であり、実際にはヨブクルの子孫ではないかと推測されている。セチェゲンについては至治3年（1323年）に定王に封ぜられ泰定元年（1324年）に総管府を設置したことしか知られておらず、チャルタイについては泰定4年（1327年）に定王に封ぜられたことしか分かっていない。

## アリクブケ王家
- アリクブケ大王（Ariq Buke >阿里不哥/ālǐbúgē,اریغ بوکا/Arīq būkā）
  - 威定王ヨブクル（Yobuqur >薬木忽児/yàomùhūěr,یوبوقور/Yūbūqūr）
  - メリク・テムル（Melik temür >明里帖木児/mínglǐ tiēmùér,ملک تیمور/Melik tīmūr）
    - ミンガン（Mingγan >منگقان/Mingqān）
      - ソセ（Söse >سوسه/Sūsa）
        - アルパ・ケウン（Arpa Ku'ün >ارپا كاون/Arpā Kāūn）

  - ナイラク・ブカ大王（Nairaqu buqa >乃剌忽不花/nǎiláhū búhuā,نایرو بوقا/Nāīrū būqā）